# أمين بخاري
أمين بخاري مواليد 2 مايو 1997، هو لاعب كرة قدم سعودي يلعب حالياً في نادي النصر كحارس مرمى. وأنضم هذا العام في موسم 2024 - 2025 لنادي ضمك على سبيل الإعارة .

## مسيرة اللاعب

### نادي الاتحاد
مثل اللاعب الاتحاد حتى عام 2020 .

### نادي النصر
وقع اللاعب مع نادي النصر عقد لمدة ثلاث سنوات من صيف عام 2020.

### نادي العين
أعير إلى نادي العين معار من نادي النصر في صيف عام 2020 من أجل المشاركة و اكتساب الخبرة .

## روابط خارجية
- أمين بخاري على موقع إي إس بي إن إف سي (الإنجليزية)
- أمين بخاري على موقع Soccerway.com (الإنجليزية)
- أمين بخاري على موقع عالم كرة القدم.نت (الإنجليزية)
- أمين بخاري على موقع كووورة
- أمين بخاري على موقع أوليمبيديا (الإنجليزية)